# Елисеев, Сергей Григорьевич
Сергей Григорьевич Елисеев (фр. Serge Elisseeff, 1 [13] января 1889, Санкт-Петербург — 13 апреля 1975, Париж) — русский востоковед.

## Биография
Родился 1 (13) января 1889 года в семье купца Григория Григорьевича Елисеева, владевшего знаменитыми в Москве и Петербурге «Елисеевскими магазинами». Впервые интерес к Востоку обнаружил в 1900 году, когда вместе с отцом посетил Всемирную выставку в Париже. Ещё более усилился его интерес к Дальнему Востоку после Русско-японской войны. По совету Сергея Фёдоровича Ольденбурга он занялся изучением Японии. Учился в Берлинском университете (тогда система образования Японии находилась под влиянием немецкой). Затем учился в Токийском университете, став первым европейцем, окончившим это учебное заведение (в 1912 году), и первым европейцем, получившим высшее образование в Японии. В письме к С. Ф. Ольденбургу 3 июня 1911 года он писал: 

С этого года в Токийском университете ввели вновь на филологическом факультете обязательные экзамены, и мне пришлось все экзамены сдавать на японском языке. Было всего шесть письменных экзаменов, и на всех экзаменах я писал иероглифами. Что касается разговорного японского языка, то я им вполне овладел и совершенно свободно читаю современные беллетристические произведения… В будущем году собираюсь кончить университет; для окончания нужно представить зачетную работу и затем сдать еще несколько экзаменов, между прочим китайский язык.—   Санкт-Петербургский филиал Архива РАН. Ф. 208. Оп. 3. Д. 207. Л. 1-2.
Продолжал обучение, сразу поступив в аспирантуру Токийского университета. В 1914 году вернулся в Россию и женился. С 1916 года С. Г. Елисеев — приват-доцент Петербургского университета и переводчик в Министерстве иностранных дел. Был избран вице-президентом Дальневосточной секции Коммерческой палаты, вступил в Археологическое общество и в Общество русских ориенталистов, где стал председателем японской секции.
В 1920 году был арестован, но вскоре освобождён и осенью того же года, нелегально вместе с семьёй покинул Советскую Россию. Через Финляндию и Швецию добрался до Парижа. По рекомендации японского дипломата Хитоси Асиды (впоследствии премьер-министра Японии) был принят в японское посольство переводчиком. Некоторое время работал управляющим домом японских студентов в Париже. Писал статьи для франкоязычного журнала о японской культуре; преподавал японский язык и литературу в Сорбонне и школе живых восточных языков, а также историю японского искусства в школе Лувра. В начале 1930-х вместе с женой Верой получил французское гражданство.
В 1932 году Елисеева приглашают в США. В 1934 году Елисеев становится директором Яньцзинского института при Гарвардском университете (учреждённого на основе соглашения с Яньцзин-Гарвардским университетом в Пекине) и одновременно — Центра исследований Китая и Японии там же — в Гарварде. В течение почти четверти века С. Г. Елисеев возглавлял изучение Японии, а также Китая, Кореи и Монголии в этом университете.
В разгар войны, в 1944 году, впервые увидел свет курс японского языка для начинающих, подготовленный С. Г. Елисеевым совместно с Эдвином Райшауэром и Т. Ёсихаси, впоследствии несколько раз переиздававшийся. Это был первый в США опубликованный массовым тиражом учебник японского языка.
В 1957 году С. Г. Елисеев, которому было 68 лет, ушёл в отставку, а годом позже покинул Гарвард и вернулся в Париж. Живя долгие годы в США, он сохранял французское гражданство, а его дети во время войны служили во французской армии.

### Семья
Жена — Вера-Доротея Петровна Эйхе (1887—?). Дети:
- Никита — профессор-арабист, работал в Дамаске.
- Вадим[фр.] (1918—2002) — директор Музея Чернуски в Париже, директор по науке в Высшей школе Сорбонны.

## Награды
- Орден Почётного легиона (12.02.1949)[5];
- Орден Академических пальм[6];
- Орден Священного сокровища 2-й степени[6];
- Награда Японского фонда (1973)[6].

## Комментарии
1. ↑  Венчание в Санкт-Петербургской Сенатской церкви 22 октября 1914 г.; поручители по женихе: присяжный поверенный, коллежский секретарь Борис Германович Кнатц и обер-офицерский сын Николай Александрович Невский; по невесте: потомственные дворяне Николай Григорьевич Елисеев и Александр Григорьевич Елисеев[4].